# NGC 5918
NGC 5918 (другие обозначения — UGC 9817, MCG 8-28-17, ZWG 249.16, IRAS15177+4603, PGC 54690) — спиральная галактика (Sc) в созвездии Волопас.
Этот объект входит в число перечисленных в оригинальной редакции «Нового общего каталога».